# Gorō
Gorō (ごろう?) es un nombre de pila masculino japonés. Si se escribe con los kanji 五郎, significa «quinto hijo». En la familia japonesa tradicional, viene precedido por Ichirō o Tarō, «el primogénito»; Jirō, «el segundo hijo»; Saburō, «el tercer hijo»; y Shirō, «el cuarto hijo».
Este nombre es poco frecuente. Puede estar «compuesto» con un prefijo: Eigorō, Jigorō, Yoshigorō, etc., pero estos nombres también son raros.

## En kanji
Los kanji originales y más frecuentes son: 五郎.
El sonido «rō» también se puede representar con el kanji 朗, con el significado de «claro» en lugar de «hijo».
El principio del nombre, «go», se puede representar de varias maneras: 吾 (yo, uno mismo), 悟 (percibir), 梧 (Firmiana platanifolia, árbol parasol chino), etc.

## Personas que se llaman Gorō
- Miura Gorō (三浦梧楼 Miura Gorō?), político y militar japonés. (1847-1926)
- Shiba Gorō (柴五郎 Shiba Gorō?), samurai y coronel del ejército japonés. (1860-1945)
- Gorō Fujita (藤田 梧郎 Fujita Gorō?), jugador de go. (1902-1994).
- Gorō Hashimoto (橋本 梧郎 Hashimoto Gorō?), biólogo brasileño. (1913-2008).
- Gorō Noguchi (野口 五郎 Noguchi Gorō?), cantante y actor. (n. 1956).
- Gorō Taniguchi (谷口 悟朗 Taniguchi Gorō?), director de anime de Japón. (n. 1966)
- Gorō Miyazaki (宮崎吾朗  Miyazaki Gorō?)͵ director de anime japonés, hijo de Hayao Miyazaki. (n. 1967)

## Personajes ficticios
- Goro, personaje de la saga de videojuegos Mortal Kombat.
- Gorō Hoshiwatari (星渡 ゴロー Hoshiwatari Gorō?), protagonista del anime YAT Anshin! Uchū Ryokō.
- Goro Majima, personaje de la saga de videojuegos Yakuza.
- Goro Daimon: Saga del KOF
- Goro Akechi: Personaje del videojuego Persona 5.
- Goro Shigeno: Personaje principal de la serie Major